# Pholis gunnellus

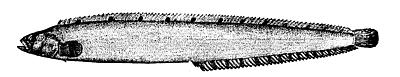
Dibuix d'un Pholis gunnellus

Pholis gunnellus és una espècie de peix d'aigua salada de la família dels fòlids i de l'ordre dels perciformes.

## Descripció
- El cos (allargat, comprimit i semblant al d'una anguil·la) fa 25 cm de llargària màxima, presenta 9-13 taques al llarg de la base de l'aleta dorsal i és de marró a groguenc.
- Boca petita, orientada cap amunt i obliqua.
- Aleta dorsal allargada i unida a la cua i l'aleta anal.
- Aletes pèlviques petites.
- Pell enganxosa i amb les escates petites.[2]

## Reproducció
Es reprodueix entre el novembre i el gener. Atenyen la maduresa sexual s a l'edat de tres anys i la femella pon entre 80 i 200 ous a sota d'una pedra o en una petxina de bivalve buida, els quals custodiarà, deixant de menjar, fins que les larves es descloguin.

## Alimentació
Menja petits crustacis, poliquets, mol·luscs i ous de peixos.

## Depredadors
És depredat per la foca de Groenlàndia (Phoca groenlandica), el somorgollaire alablanc (Cepphus grylle), a Noruega pel bec de serra gros (Mergus merganser) i als Estats Units pel peix carboner (Pollachius virens), l'hemitrípter atlàntic (Hemitripterus americanus) i l'halibut (Hippoglossus hippoglossus).

## Hàbitat i distribució geogràfica
És un peix marí i d'aigua salabrosa, demersal (fins als 100 m de fondària, normalment fins als 30), no migratori i de clima polar (72°N-43°N, 76°W-45°E). Vu a l'Atlàntic nord des de la península de Kanin -el mar de Barentsz, Rússia- fins a La Rochelle -França-, incloent-hi la mar Blanca, la mar del Nord, la mar Bàltica i Islàndia, i l'Atlàntic occidental (des de la península del Labrador i el Quebec -el Canadà- fins a la badia de Delaware, Nova York i Rhode Island -els Estats Units-).

## Observacions
És inofensiu per als humans, pot viure fins a cinc anys i pot romandre fora de l'aigua a sota de pedres o d'algues marines, ja que és capaç de respirar aire.